# Siegelbach (Arnstadt)
Siegelbach ist ein Ortsteil der Stadt Arnstadt in Thüringen mit 288 Einwohnern.

## Geografie
Siegelbach ist ein Haufendorf und liegt circa drei Kilometer südlich von Arnstadt an der Ostseite des Tales der Gera. Südöstlich des Ortes erheben sich die Reinsberge. Siegelbach liegt in etwa 315 Metern Höhe.
Etwa ein Kilometer westlich des Ortes, an der Hauptstraße Arnstadt – Plaue, befinden sich die zu Siegelbach gehörende Raststätte und Pension Triglismühle, deren Name sich angeblich auf „drei Esel“ zurückführen lässt, die einen Lastkarren zur Belieferung der Mühle gezogen haben sollen, sowie einige weitere Häuser.

## Geschichte

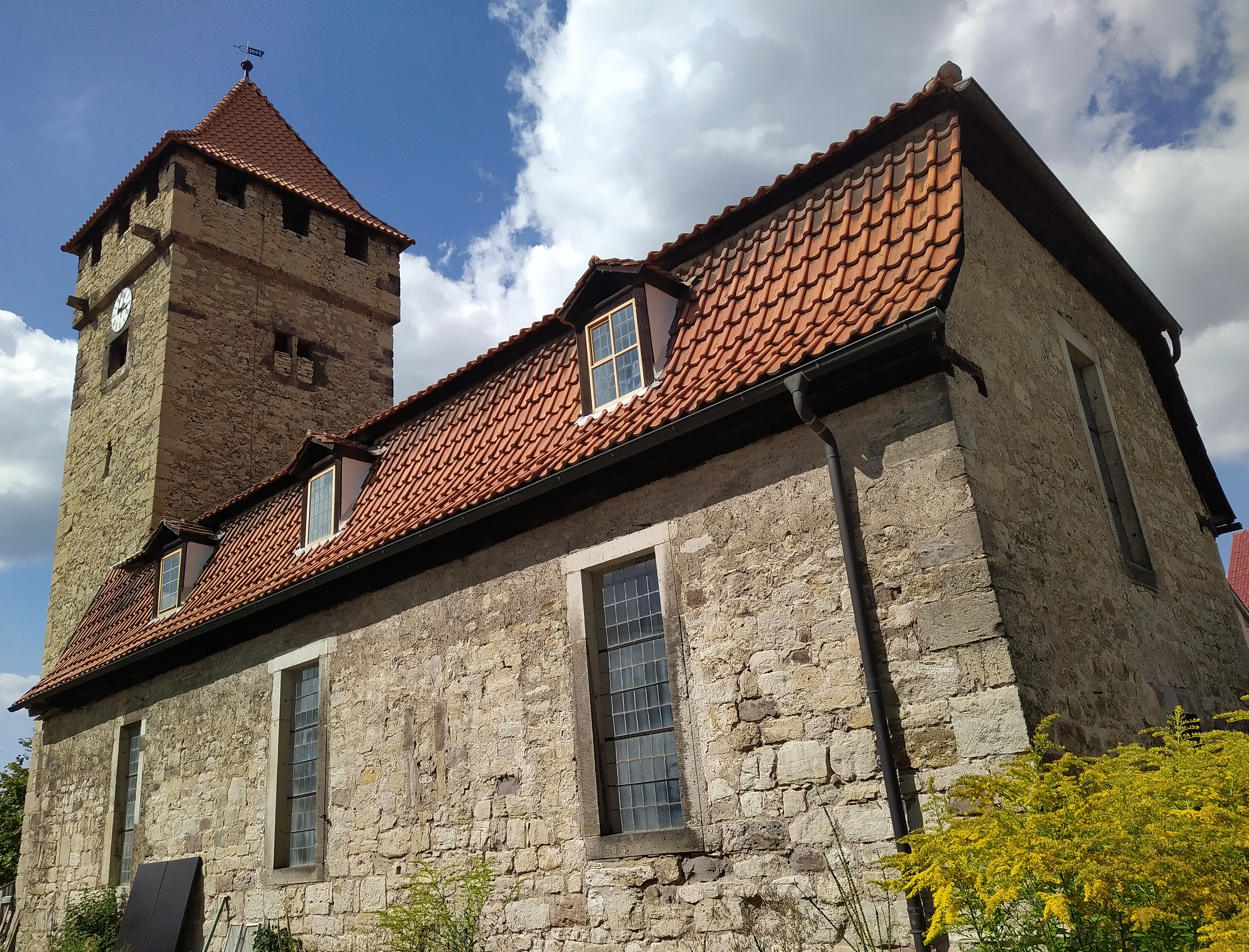
Frühere Wehrkirche

Der Ort wurde im Mittelalter gegründet, worauf die sehenswerte romanische Wehrkirche St. Remigius mit ihrem alten steinernen Altar und der mit Natursteinmauern umfasste Kirchplatz hinweist. Die Wahl des fränkischen Heiligen Remigius als Namenspatron für die Kirche steht vermutlich in Zusammenhang mit Besitzungen des Bistums Reims im Arnstädter Raum, die für die Zeit der Karolinger (9. Jahrhundert) bezeugt sind.
Heute herrscht im Inneren dieser Kirche eine einfache barocke Gestaltung vor. Auf der 1727 durch den Arnstädter Orgelbauer Johann Anton Weise erbauten Orgel haben schon J. S. Bach und G. Kellner musiziert. Über viele Jahrhunderte gehörte Siegelbach zur Oberherrschaft im Fürstentum bzw. Freistaat Schwarzburg-Sondershausen, bevor es 1920 Teil des neu gebildeten Landkreises Arnstadt wurde, der nach seiner Teilung 1952 im Jahr 1994 als Ilm-Kreis wieder entstanden ist.
Am 24. Januar 1974 wurde Espenfeld, am 1. August 1975 Dosdorf eingegliedert. Am 14. April 1994 wurde Siegelbach ein Ortsteil der Stadt Arnstadt.

## Persönlichkeiten
Zwischen 1720 und 1733 wirkte der Geograph und Universalgelehrte Johann Gottfried Gregorii alias Melissantes als lutherischer Pfarrer in Siegelbach. Er sorgte in der Zeit für ein modernes Schulgebäude, verbesserte die Ausstattung der Kirche (z. B. Zinnleuchter) und initiierte 1727 den Bau der Weiseorgel. Auch in Siegelbach schrieb er weiter an seinen für die Entwicklung von Geographie, Kartographie und Genealogie sowie die Überlieferung und Verbreitung von Sagen wichtigen Büchern, welche über den deutschen Sprachraum hinaus Verbreitung fanden.

## Politik
Der ehrenamtliche Ortsteilbürgermeister von Siegelbach ist Mathias Kleinert. Er wurde bei den Kommunalwahlen in Thüringen am 26. Mai 2024 erstmals ins Amt gewählt und löste den langjährigen Ortsteilbürgermeister Karl-Heinz Trefflich ab. Zusammen mit vier weiteren Mitgliedern bildet Kleinert den Ortsteilrat von Siegelbach.

## Wirtschaft und Verkehr

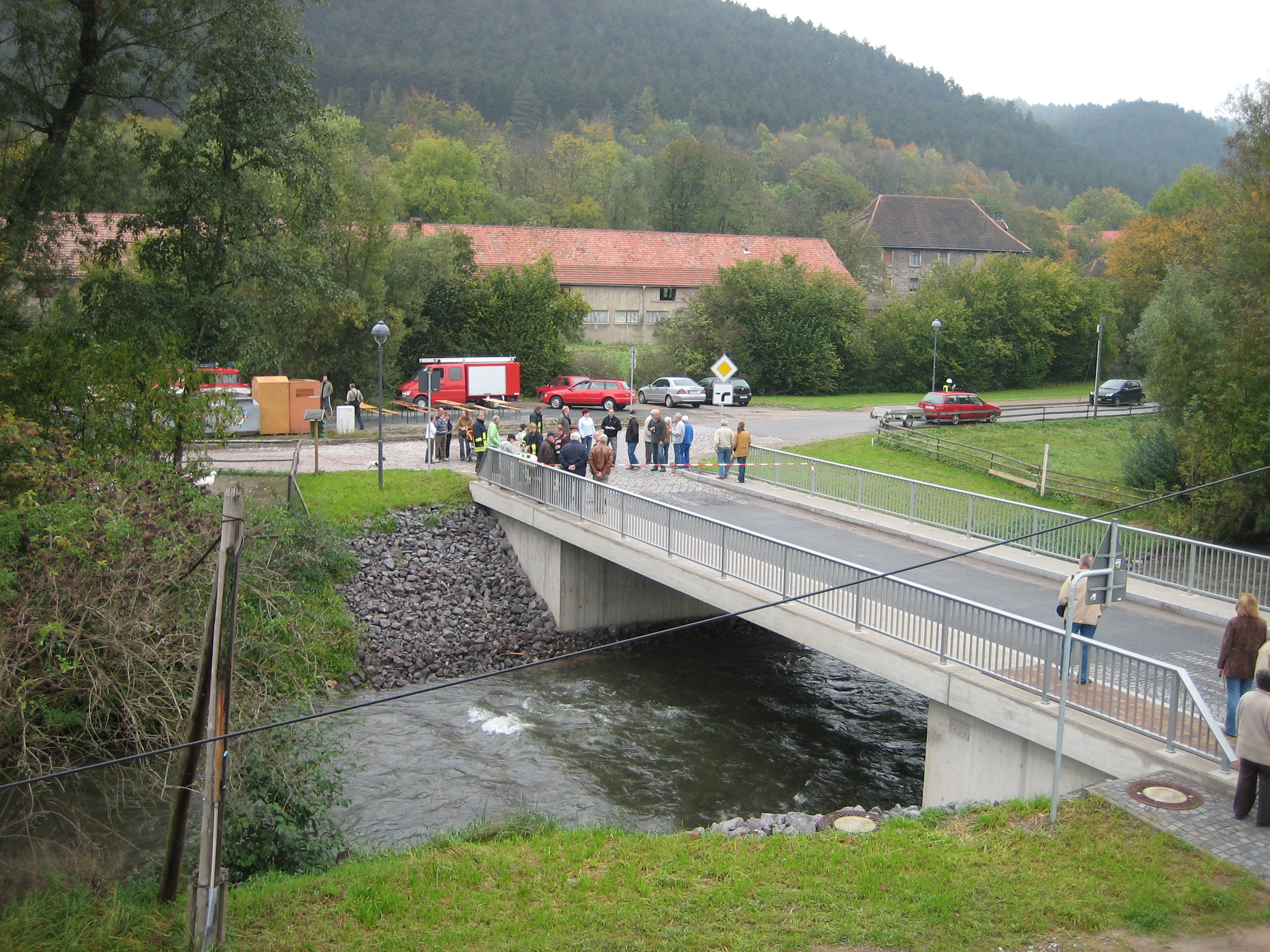
Brückeneinweihung

Siegelbach ist ein landwirtschaftlich geprägter Ort. Neben der Pflanzenproduktion wird in den umliegenden Ausläufern des Thüringer Waldes intensiv Forstwirtschaft betrieben. Neben den Nadelhölzern kommt der Verwertung von Buchen große Bedeutung zu.  Viele Einwohner arbeiten in Arnstadt.
Aus Siegelbach führt nur eine Straße, die den Ort mit der ehemaligen B 4 verbindet. Siegelbach liegt direkt an der Bahnstrecke Erfurt–Ilmenau, besitzt aber keinen Bahnhof. Außerdem liegt der Ort am Gera-Radwanderweg.
Im Oktober 2006 wurde die alte, aus dem Jahr 1925 stammende Brücke über die Gera abgerissen. 2007 erfolgte ein Neubau, der am 3. Oktober 2007 eingeweiht wurde.